# Guldensporenstadion
Das Guldensporenstadion (deutsch Goldsporenstadion) ist ein stadteigenes Fußballstadion in der belgischen Stadt Kortrijk, in der flämischen Provinz Westflandern. Der Name geht auf die goldene Sporenschlacht von Kortrijk im Jahr 1302 zwischen Flandern und Frankreich zurück. 
Kurz nach dem Zweiten Weltkrieg am 10. Mai 1946 beschloss man in Kortrijk die marode Tribüne abzureißen und ein neues Stadion zu bauen. Verständlicherweise war es in den Zeiten schwierig das Geld und die Baumaterialien aufzutreiben. So kam es viel auf freiwillige Arbeit und Spenden an. Der Ingenieur Maurice Delahousse vom Ingenieurbüro Stabilis NV entwarf das Stadion. Für die Bauarbeiten waren dann die Brüder Vanhee zuständig. Der Bau kostete damals 2 Mio. fr (heute umgerechnet ca. 50.000 €) und dauerte etwa 15 Monate. Mitte August 1947 feierte man die Eröffnung der Sportstätte.
Im Januar 1988 wurde der alte Zuschauerrang abgerissen und durch eine neue Tribüne ersetzt. Dies war eine Folge der Katastrophe von Heysel im Mai 1985; worauf man die Sicherheitsstandards in belgischen Stadien anhob. Am 17. August 1988 wurde die neue Haupttribüne eröffnet; danach begann man den Bau der anderen drei Zuschauertribünen. Die Kosten von 72 Mio. fr teilten sich die Stadt (55 Mio. fr) und der Verein (17 Mio. fr). Danach hatte das Stadion eine Kapazität von 15.000 Plätzen.
Über die Jahre sank das Platzangebot der Sportstätte. Es musste eine Hintertortribüne wegen Betonkrebs geschlossen werden und so bot die Spielstätte nur noch 6.896 Plätze. Im Jahr 2008 wurde die Anlage dann renoviert.
Das Stadion bietet heute auf vier überdachten Tribünen 9.399 Plätze (davon 5.749 Sitzplätze).
- Tribüne 1 (Haupttribüne): 1.402 Sitzplätze; 334 Business–Seats; 146 VIP–Logenplätze (10 Logen)
- Tribüne 2 (Hintertortribüne): 3.650 Stehplätze
- Tribüne 3 (Gegentribüne): 1.667 Sitzplätze
- Tribüne 4 (Hintertortribüne): 2.200 Sitzplätze